# Stop Whispering
"Stop Whispering" är en låt av det brittiska bandet Radiohead, utgiven på albumet Pablo Honey 1993 och som singel den 5 oktober samma år.

## Medverkande
- Thom Yorke - sång, kompgitarr
- Colin Greenwood - elbas
- Jonny Greenwood - leadgitarr, orgel
- Ed O'Brien - kompgitarr, bakgrundssång
- Philip Selway - trummor